# Бар (Мухоршибірський район)
Бар (рос. Бар) — село Мухоршибірського району, Бурятії Росії. Входить до складу Сільського поселення Барського.
Населення —  440 осіб (2015 рік). 